# Protosphaerion punctatum
Protosphaerion punctatum là một loài bọ cánh cứng trong họ Cerambycidae.